# Waalwijk
Waalwijk (phát âmⓘ) là một đô thị và thành phố ở phía nam Hà Lan. Đô thị này là một thành viên của Langstraat (phố dài).
Đô thị này có dân số 50 000 và nằm gần xa lộ A59 và N261. Các làng Capelle, Vrijhoeve-Capelle, Sprang (thuộc đô thị cũ Sprang-Capelle) và Waspik cùng thành phố Waalwijk tạo thành đô thị Waalwijk.

## Các trung tâm dân cư
- Capelle
- Vrijhoeve-Capelle
- Sprang
- Waalwijk
- Waspik